# Tempête Ciarán
Pour les articles homonymes, voir Ciaran.
La tempête Ciarán est une dépression à développement explosif de la saison des tempêtes hivernales en Europe de 2023-2024 qui s'est développée le 29 octobre 2023 et a persisté jusqu'au début novembre. Elle a touché le nord-ouest de l'Europe ainsi que la péninsule Ibérique, l'Italie et une partie des Balkans provoquant des perturbations massives dans les transports, des dégâts généralisés par les vents de plus de 160 km/h et la perte d'électricité pour plus de 1,2 million de foyers français. Au début novembre, les autorités rapportaient 23 décès dus à la tempête,. Une grande similitude avec l'événement d'octobre 1987, tant par la nature et la trajectoire du phénomène que par l'intensité des vents et des dégâts occasionnés dans le nord-ouest de la France, est constatée par la suite par différents organismes météorologiques.

## Évolution météorologique
Le 29 octobre 2023, l'agence britannique Met Office a prévenu de la formation d'une tempête sur l'Atlantique Nord et lui attribue le nom de Ciarán,,, en hommage au fonctionnaire nord irlandais Ciarán Fearon. De son côté, l'université libre de Berlin a commencé à suivre cette tempête au large de la Nouvelle-Écosse le 30 octobre et lui a donné le nom Emir. Ciarán/Emir devait apporter des vents soutenus de 90 à 120 km/h avec des rafales à plus de 130 km/h sur les côtes européennes. Des pluies plus abondantes étaient aussi attendues, ce qui aggraverait les inondations provoquées par la tempête Babet une semaine auparavant.
Le 1er novembre, la tempête s'est mise à se creuser rapidement au milieu de l'Atlantique. Elle est arrivée sur la côte de Cornouailles vers 0 h le 2 novembre avec une pression de moins de 960 hPa. Vingt-quatre heures plus tard, Ciarán se retrouvait en mer du Nord ayant balayé toute l'Europe de l'Ouest, alors qu'une reformation sur le nord de la Méditerranée, appelée Gordian, frappait l'Italie et les Balkans. Ciarán s'est ensuite affaibli au large de la Norvège avant d'être absorbée par la tempête Domingos à 0 h UTC le 5 novembre.

## Préparatifs
Météo-France a placé le Morbihan, l'Ille-et-Vilaine, la Loire-Atlantique et la Vendée en vigilance orange pour vents violents à partir du mercredi 1er novembre au soir. Le Finistère est placé à partir du 1er novembre à minuit en vigilance rouge vents violents ; les Côtes-d'Armor et la Manche suivent dans les heures suivantes. 
Un avertissement météo jaune pour la pluie et le vent est émis pour le sud du pays de Galles, le Devon et les Cornouailles, ainsi que la côte sud et est d'Est-Anglie. Aux Pays-Bas, un avertissement météorologique orange a été émis pour les provinces côtières en cas de vents violents et les autorités ont recommandé de travailler à domicile et de ne pas conduire inutilement. Des événements ont été annulés, dont le championnat néerlandais de cyclisme contre le vent,.
Le service météorologique allemand (DWD) a mis en garde la population contre des rafales de force d'ouragan atteignant des vitesses de 110 km/h dans la région montagneuse du Haut-Harz, à la frontière avec la Basse-Saxe et de vents de tempête aux districts de Göttingen, Nordhausen, Goslar et à la plaine du Harz.

## Conséquences
| Pays                   | Rafales (km/h) | Endroit                 |
| ---------------------- | -------------- | ----------------------- |
| Drapeau de la Belgique | 105            | Zeebruges               |
| Drapeau de la France   | 207            | Pointe du Raz           |
| Drapeau de l'Allemagne | 144            | Brocken                 |
| Drapeau de l'Irlande   | 145            | Phare de Hook           |
| Drapeau de l'Italie    | 197            | Punta Ala               |
| Drapeau du Luxembourg  | 102            | Wiltz                   |
| Drapeau des Pays-Bas   | 116            | IJmuiden                |
| Drapeau de l'Espagne   | 170            | Galice                  |
| Drapeau de Jersey      | 160            | Jersey                  |
| Drapeau du Royaume-Uni | 126 km/h       | Langdon Bay (en) (Kent) |

| Pays      | Nombre |
| --------- | ------ |
| Allemagne | 1      |
| Albanie   | 1      |
| Belgique  | 2      |
| Bulgarie  | 2      |
| Espagne   | 1      |
| France    | 4,     |
| Italie    | 7      |
| Pays-Bas  | 1      |
| Portugal  | 4      |

### Îles Britanniques et Anglo-Normandes
Les côtes sud de l'Angleterre ont été les plus affectées par les vents et la pluie. Les rafales maximales au Royaume-Uni ont dépassé les 110 km/h avec le maximum de 126 km/h à Langdon Bay, dans le comté de Kent. La tempête a mené à la suspension des liaisons maritimes depuis le port de Douvres et des centaines d'écoles ont été fermées. Elle a provoqué d'importantes perturbations dans les transports dont l'annulation des vols aériens et des trains dans le sud du pays.
Près de 150 000 clients ont été privés d'électricité dans tout le pays, dont 4 000 en Cornouailles,. De nombreuses rivières sont sorties de leur lit. À West Bay, dans le Dorset, une partie de la falaise s'est retrouvée dans la mer. Dans le Surrey, la perte de courant a mis hors-circuit trois usines de traitement des eaux, affectant des milliers de personnes. Ciarán a également provoqué des inondations et d'énormes vagues. Plusieurs véhicules ont été emportés par les vagues le long de la côte.
La tempête a particulièrement touché l'île de Jersey où la vitesse du vent atteignait environ 160 km/h et où un orage supercellulaire a même donné une tornade avec de la grêle de la taille d'une balle de golf,. Le zoo de Jersey a annoncé qu'un de ses flamants roses chiliens avait été tué par la tempête, mais que tous les autres animaux avaient été retrouvés. Ils ont déclaré que le zoo serait fermé jusqu'au 6 novembre afin de ramasser tous les débris.

### France

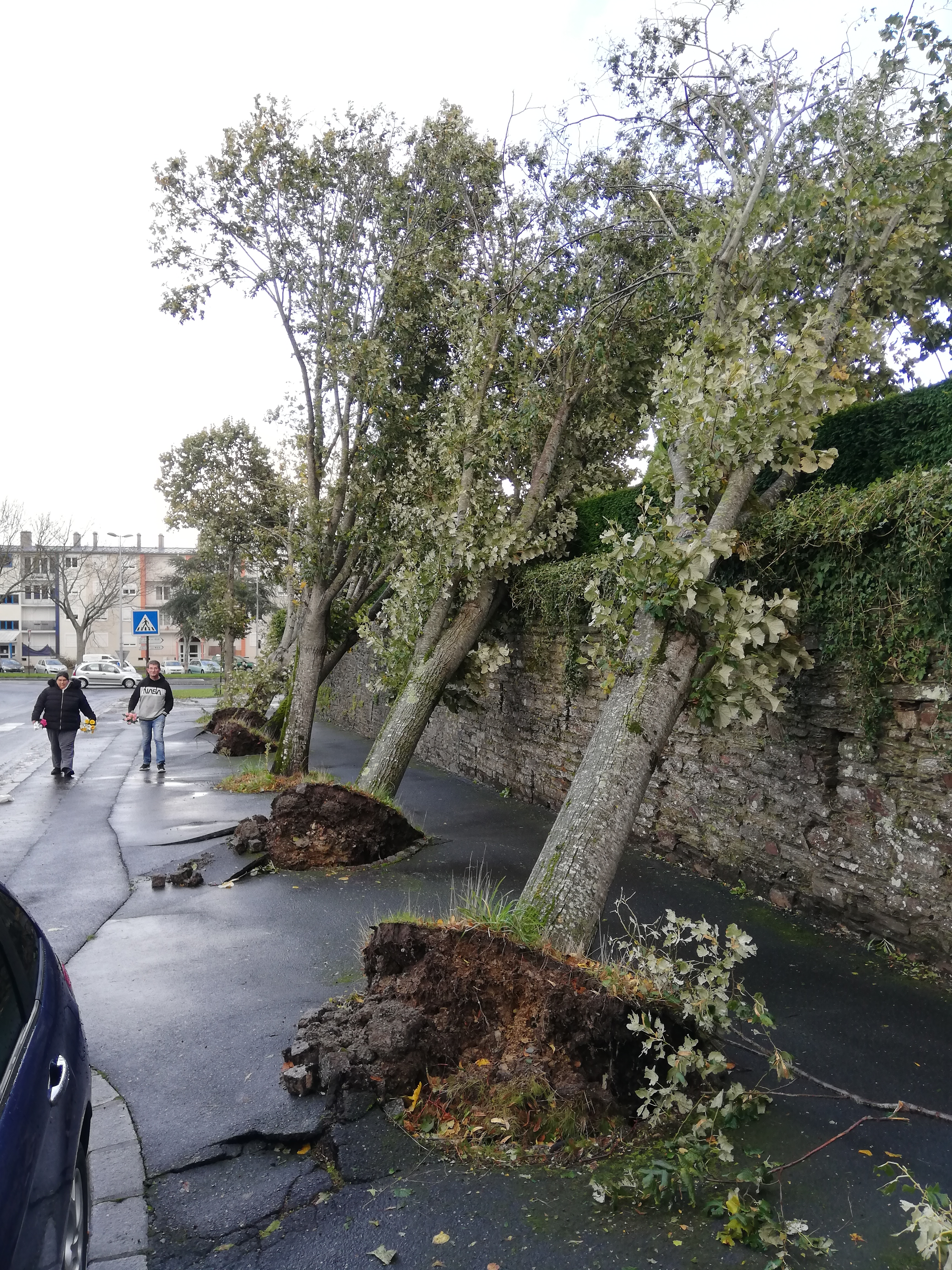
Platanes couchés à Saint-Lô dans la Manche.

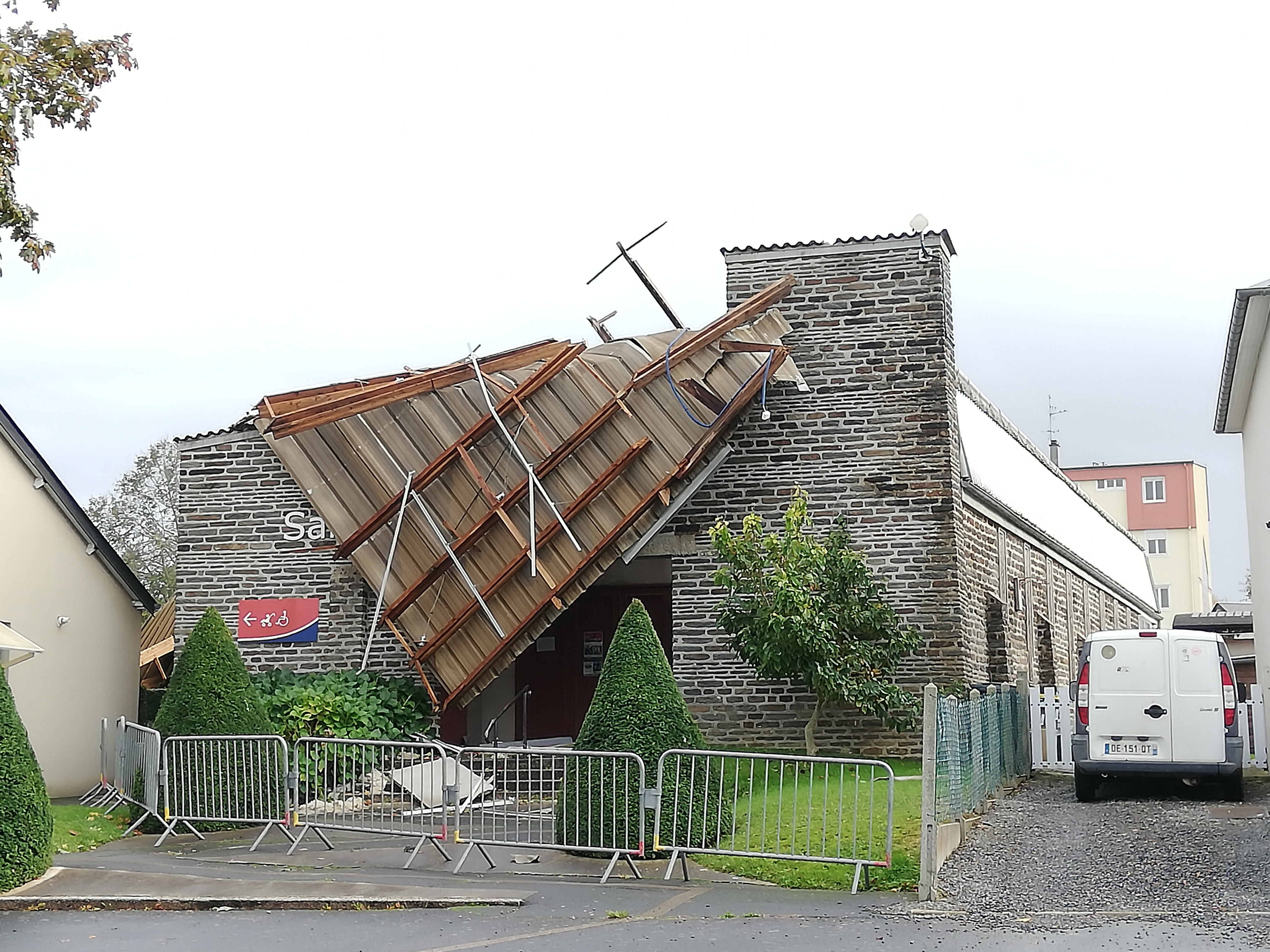
Toiture arrachée de la salle du Bouloir à Saint-Lô dans la Manche.

Selon Météo-France, les vents soutenus ont soufflé sur les côtes jusqu’au fond du golfe de Gascogne. La conjonction des marées et de très fortes vagues ont causé une onde de tempête sur le littoral sur la côte Atlantique. Ces vents forts en Manche ont généré de très fortes vagues de plus de 10 mètres, allant jusqu'à 21 mètres à proximité de l’île d'Ouessant, ainsi qu’une surélévation temporaire du niveau de la mer (surcote),,. Des rafales de vent record de 207 km/h ont été rapportées à la Pointe du Raz (Bretagne), causant de nombreux bris. De nombreux autres endroits du Finistère ont aussi battu des records de vent datant d’aussi loin que 1987 dont l'Île-de-Batz avec 195 km/h, la pointe Saint-Mathieu avec 193 km/h, Lanvéoc avec 170 km/h, Landivisiau avec 163 km/h et Saint-Ségal avec 163 km/h,. Les rafales dans les autres départements côtiers entre le Morbihan et le Nord-Pas-de-Calais ont été entre 120 et 175 km/h,.
Selon Météo-France, Ciarán a été classée la tempête la plus sévère sur la Bretagne depuis celle de 1987 avec des records de vent de cette époque battu au Finistère, ainsi que le long du littoral des Côtes-d'Armor comme mentionné ci-dessus. En termes d'intensité totale, Ciarán est comparable à la tempête Lothar de 1999 sur les départements côtiers qui ont été mis en vigilance en rouge. Cependant, cela représente une étendue géographique bien moindre que pour Lothar où pratiquement toute la France a été touchée par des vents de plus de 100 km/h et que 46 départements auraient été mis en vigilance rouge si ce système d'alerte avait existé en 1999.
Dans l'Aisne, un chauffeur routier est décédé dans son poids lourd, à la suite de la chute d'un arbre, « il s'agit d'un décès accidentel lié à la tempête ». Un septuagénaire « aurait aussi chuté » de son balcon « en raison d'une rafale de vent, alors qu'il était en train de fermer son volet », selon le procureur de la République du Havre, Bruno Dieudonné. Dans la nuit du 1er au 2 novembre, une femme de 43 ans aurait été emportée par une vague dans la calanque de Sugiton, près de Marseille. Le 4 novembre, un technicien Enedis de 46 ans venu du Gers pour aider à réparer les infrastructures électriques en Bretagne est électrocuté à Pont-Aven, portant à 4 le nombre de morts consécutives à cette tempête en France. À cette date, 47 personnes en France avaient été blessées à cause de la tempête.
Cette tempête provoque des coupures d’électricité dans 1,2 million de foyers dont quasiment les deux tiers en Bretagne, mettant aussi hors-circuit de 460 sites relais de téléphonie mobile. En Bretagne, la tempête cause trois fois plus de dégâts que celles de 1999 sur le réseau d'Enedis et dans certains endroits en Bretagne et en Normandie, le réseau est complètement détruit. Il n'y avait plus d'éclairage public, de téléphone mobile et d'alimentation d'eau potable dans certaines communes. Il était impossible de joindre les sapeurs-pompiers, de traire les vaches et difficile de traiter les personnes hospitalisées. Le 7 novembre 95 % des foyers concernés sont de nouveau raccordés au réseau, mais le 13 novembre il reste encore 8 000 foyers privés d'électricité en Bretagne dans les zones où le réseau est particulièrement endommagé. 
En Bretagne, selon la directrice régionale de l'Office national des forêts (ONF), les dégâts considérables dans les forêts ont été aggravés par les conditions météorologiques d'un début d’automne  d'abord chaud et sec suivi de fortes précipitations. Les arbres souvent encore en feuilles dans les sols imbibés d'eau ont donc été plus sensibles aux vents violents. 
Le 13 novembre, la fédération France Assureurs estime les dommages cumulés des tempêtes Ciarán et Domingos à 1,3 milliard d’euros pour 517 000 sinistres. 

### Allemagne et Benelux

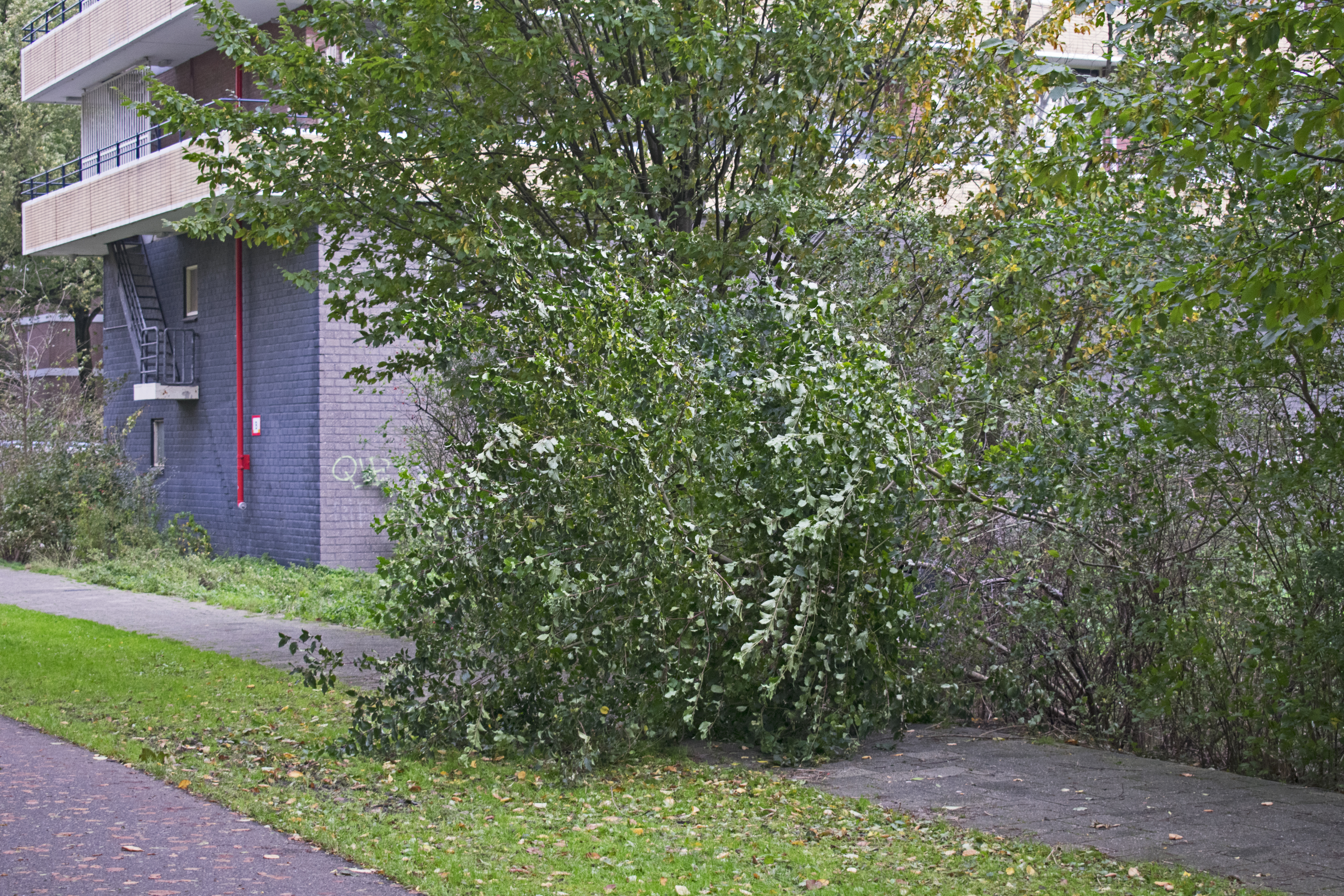
Un arbre tombé sur une rue piétonne de Delft aux Pays-Bas.

Une femme de 46 ans est décédée en Allemagne lorsqu'un arbre est tombé sur elle. Des arbres sont tombés sur les routes à plusieurs endroits du centre et du sud de la Basse-Saxe et l'aéroport de Hanovre a également été touché avec certains vols annulés. Le traversier pour Spiekeroog a aussi été annulé alors que la tempête touchait l'arrondissement du Pays de l'Ems et la côte du Schleswig-Holstein.
Aux Pays-Bas, un homme de 59 ans a été tué par la chute d'un arbre à Venray, dans le Limbourg. À Gand, en Belgique, une femme de 64 ans et un enfant de cinq ans sont décédés,. Les arbres tombés et les branches détachées ont également causé des embouteillages sur diverses routes, comme sur l'autoroute A12 en direction de La Haye où les pompiers ont dû la dégager à plusieurs endroits. Les débris sur les voies ferrées, par exemple un arbre est tombé sur la voie ferrée près de Haelen dans le Limbourg et le train l'a percuté sans faire de blessés, ont interrompu le service ferroviaire. Plusieurs polders et sous-sols ont été inondés, notamment un complexe d'appartements à Bréda qui a dû être évacué. Une estimation initiale donnait des dégâts de plus de 15 millions d'euros aux Pays-Bas.
En Flandres, la tempête a causé l'interruption d'une partie du trafic ferroviaire et du trafic maritime dans le port d'Anvers, alors que l'aéroport de Bruxelles a connu des perturbations.

### Espagne et Portugal

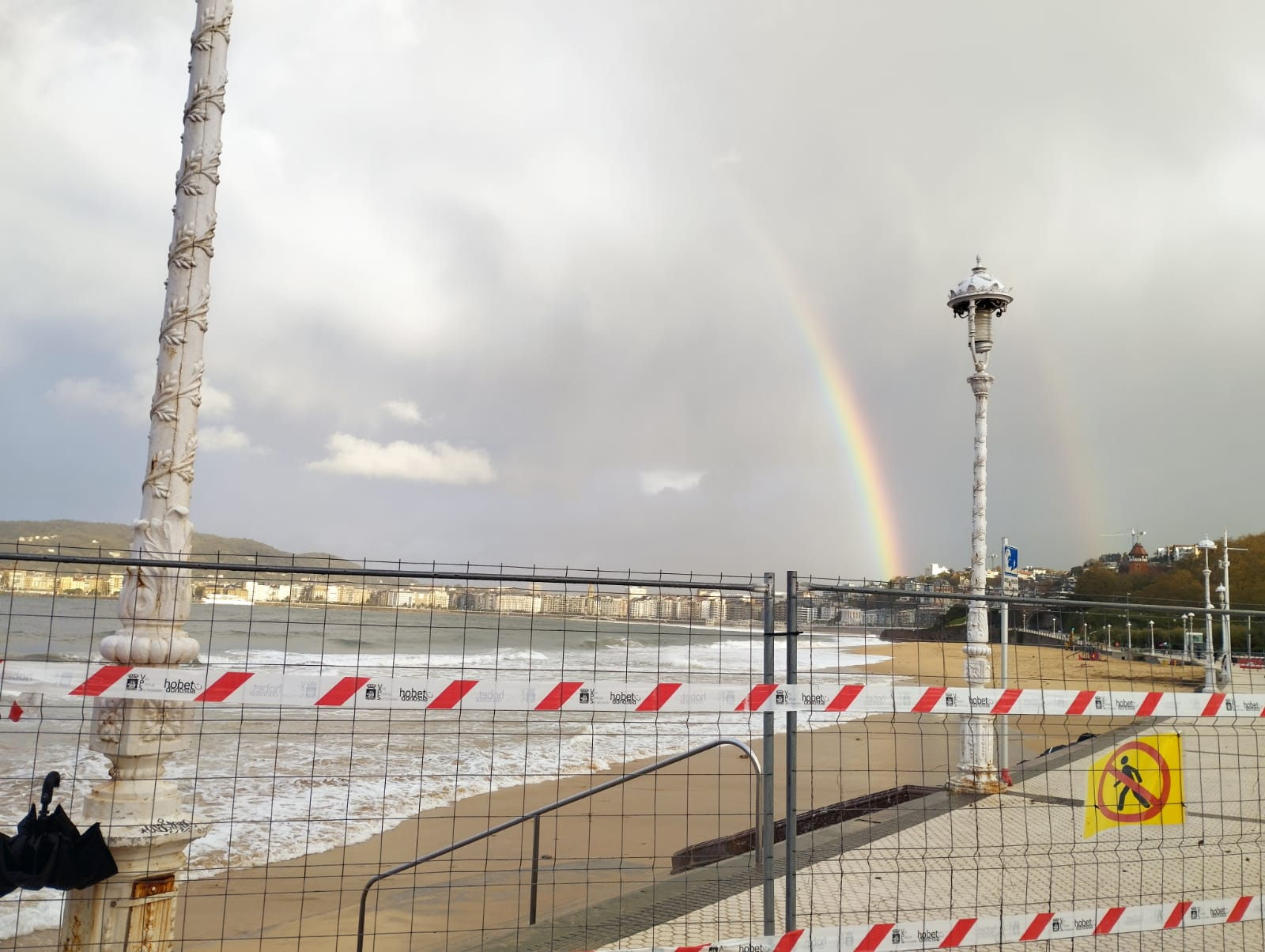
Accès bloqué à la plage de San Sebastian en Espagne.

En Espagne, c’est le nord-ouest qui a été le plus touché. Certaines zones de Galice ont connu des vents extrêmement violents sur la côte selon l'agence météorologique espagnole (AeMet). Plus de 80 vols ont été annulés dans 11 aéroports dans le pays. Les vagues ont atteint sept mètres et les rafales de vent allant jusqu'à 170 km/h ont battu le record sur cette région. 
Une femme de 23 ans est décédée à un passage pour piétons du centre de Madrid quand un arbre lui est tombé dessus et les services d'urgence ont soigné cinq autres personnes légèrement blessées. Les pompiers ont enlevé l'arbre qui a arraché une partie du trottoir ce qui bloqué la rue quelques heures. Les pompiers ont réalisé un total de 229 interventions pour 142 arbres, 38 structures effondrées et trois dégâts des eaux.
Au Portugal un voilier battant pavillon danois s’est échoué à cause de la forte houle, tuant quatre personnes,.

### Italie et Balkans
Le 3 novembre, un homme est mort dans son véhicule en Albanie. Deux autres victimes sont rapportées en Bulgarie.
L’Italie est durement touchée, d’importantes inondations eurent lieu en Toscane et en Vénétie, provoquant la mort d’au moins six personnes. Plusieurs routes et autoroutes sont fermées en raison de glissements de terrain. Dans la plaine, champs, fermes et usines sont coupés du monde par les eaux, menaçant les fermes viticoles alors que les vendanges étaient en cours. Le fleuve Arno, qui traverse la Florence, a connu son pic de crue le 3 novembre en mi-journée et le niveau fleuve Pô a augmenté d’un mètre en 24 heures, frôlant son seuil critique. En Sardaigne, les vents violents ont alimenté des incendies qui ont brûlé des hectares de végétation, tandis qu'un homme a été tué à Capoterra et qu'à Tortolì une scierie entière a brûlé.